# Charles Martin Hall
Charles Martin Hall (Thompson, 8 december 1863 – Daytona, 27 december 1914) was een Amerikaans uitvinder, zakenman en scheikundig ingenieur. Hij is vooral bekend van zijn uitvinding van het procedé om goedkoop aluminium te produceren.

## Biografie
Charles Martin Hall werd geboren in 1863 als zoon van de predikant Herman Bassett Hall en diens echtgenote Sophronia H. Brooks. Na hun huwelijk leefden zijn ouders negen jaar lang op een zendingsschool in Jamaica, waar de eerste vijf van hun acht kinderen werden geboren. In 1860 keerden ze terug naar Ohio, omdat vanwege de uitbraak van een burgeroorlog alle buitenlandse posten werden gesloten. Drie jaar later werd Charles Martin geboren.
Hall werd aanvankelijk thuis onderwezen door zijn moeder. Op achtjarige leeftijd ging hij alsnog naar de basisschool. In 1873 verhuisde het gezin Hall naar Oberlin, alwaar hij drie jaar onderwijs genoot op de Oberlin High School en een jaar op de Oberlin Academy ter voorbereiding op de universiteit. Gedurende deze periode toonde hij reeds zijn aanleg voor de scheikunde en het uitvinden, door te experimenteren in de keuken en de schuur van zijn ouderlijke huis. In 1880, op zestienjarige leeftijd, ging hij studeren aan het Oberlin College alwaar hij in 1885 zijn bachelordiploma behaalde.

### Focus op aluminium
Geïnspireerd door zijn scheikunde-docent Frank Fanning Jewett (1844-1926) begon Hall vanaf 1881 te experimenteren, op zoek naar een proces om goedkoop aluminium te produceren. Aanvankelijk probeerde hij aluminium te verkrijgen door klei te versmelten met koolstof door het in contact te brengen met houtskool en kaliumchloraat. De volgende poging betrof het verbeteren van elektrolysemethodes, maar slaagde er niet in om aluminium te vormen op de kathode. Maar op 23 februari 1886 ontdekte Hall dat gesmolten kryoliet, een mengsel van natrium, aluminium en fluoride, de ideale omgeving was voor een chemische reactie waarmee grote hoeveelheden aluminium goedkoop kon worden geproduceerd. Op 9 juli 1886 diende Hall zijn eerste patent in. Omdat dit proces bijna gelijktijdig ook werd ontdekt door de Fransman Paul Héroult staat het procedé nu bekend als het Hall-Héroult-proces.
In december 1877 realiseerde hij de eerste kleine successen. Met dit als basis zocht hij contact met een grote chemische onderneming met het hoofdkantoor in Cleveland, maar dit leidde niet tot een overeenkomst. Cowles Electric Smelting & Aluminum Company gaf hem de kans zijn proces te verbeteren, hij werkte hier voor een jaar vanaf medio 1887. Hij maakte enige progressie, maar te weinig en Cowles verloor de interesse.
In Pittsburgh vond hij wat hij nodig has, hij kwam in contact kwam met de bekende metallurg Alfred E. Hunt (1855-1899). Samen richtten ze de "Reduction Company of Pittsburgh" op die de eerste grootschalige aluminiumfabriek opende. De nieuwe fabriek lag aan de Smallman Street in Pittsburgh. Door de grotere schaal van de productie, waarbij de kathode en anode verder uit elkaar stonden, traden eerdere problemen niet meer op waardoor de productie floreerde. In 1907 werd de bedrijfsnaam gewijzigd in Alcoa.
Als belangrijkste aandeelhouder werd Hall hierdoor een zeer rijk man. Het Hall-Héroult-proces zorgde er uiteindelijk voor dat de prijs van aluminium met een factor 200 goedkoper werd, waardoor het veroorloofbaar werd voor vele praktische toepassingen. In 1911 werd Hall door de Society of Chemical Industry (SCI) onderscheiden met de Perkin-medaille.